# Rhinella festae
Rhinella festae är en groddjursart som först beskrevs av Mario Giacinto Peracca 1904.  Rhinella festae ingår i släktet Rhinella och familjen paddor. IUCN kategoriserar arten globalt som nära hotad. Inga underarter finns listade i Catalogue of Life.